# Samia andrei
Samia andrei är en fjärilsart som beskrevs av Watson. Samia andrei ingår i släktet Samia och familjen påfågelsspinnare. Inga underarter finns listade.